# ميله سر (مقاطعة إسلام آباد غرب)
ميله‌سر (بالفارسية: میله‌سر) هي قرية تقع في كرمانشاه في إيران. يقدر عدد سكانها بـ 614 نسمة بحسب إحصاء 2016.